# Almançor (califa)
Abu Jafar Abedalá ibne Maomé Almançor (em árabe: أبو جعفر عبدالله بن محمد المنصور; romaniz.: Abu Ja'far Abdallah ibn Muhammad al-Mansur), mais conhecido somente como Almançor, foi o segundo califa abássida e reinou entre 754 e 775.

## História

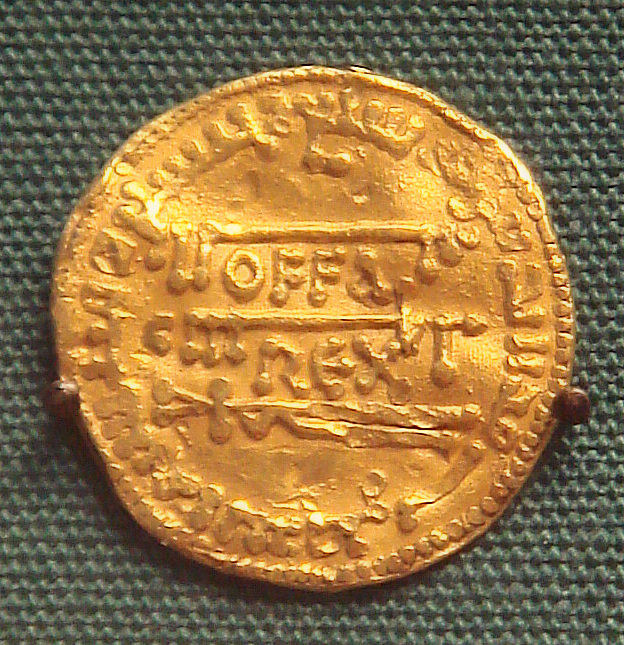
Um manco, ou dinar em ouro, do rei inglês Offa da Mércia r., uma cópia de um dinar de Almançor. Ela combina a legenda em latim OFFA REX com letras em árabe. A data de 157 A.H (773-774) está legível.
No Museu Britânico.

Almançor nasceu na família abássida após a emigração do grupo da cidade de Hejaz em 714. Seu pai, Muhammad, era supostamente o bisneto de Abas ibne Abdal Mutalibe, o tio mais novo do profeta Maomé. Sua mãe foi descrita pelo historiador mouro Ali ibne Abedalá em sua Rawd al-Qirtas como "uma mulher berbere que fora dada ao seu pai". Em 762, ele fundou, como seu palácio e nova residência imperial, a cidade de Madinat as-Salam ("cidade da paz"), que se tornaria o centro da capital imperial de Bagdá.
Ele se preocupava com a solidez de seu novo regime após a morte de seu irmão, Açafá ("sanguinário"). Em 755, ele articulou o assassinato do líder militar Abu Muslim, que era um leal escravo liberto da província oriental do Irã, o Grande Coração, e que havia liderado as forças abássidas em sua vitória sobre a família dos omíadas durante a Terceira Guerra Civil Islâmica de 749-750. Durante o reinado de Almançor, ele era um líder subordinado, mas indiscutível da região do Irã e da Transoxiana. O assassinato parece ter ocorrido para prevenir uma disputa de poder dentro do império.
Almançor depôs Issa bin Musa bin Muhammad bin Ali (escolhido de seu irmão) como seu sucessor por suspeitas de corrupção e, em seu lugar, apontou Almadi, obtendo para isso o apoio público da corte. Como seu irmão, ele queria manter o império unido e, para isso, eliminou toda forma de oposição.
Durante seu reinado, a literatura e as obras acadêmicas do mundo islâmico começaram a aparecer com força total, apoiada pela nova tolerância dos abássidas aos persas e outros grupos que eram oprimidos pelos omíadas. Embora o califa omíada Hixame ibne Abedal Maleque tenha adotado práticas persas em sua corte, não foi até o reinado de Almançorque a literatura persa e seus trabalhos acadêmicos passaram de fato a serem apreciados no mundo islâmico. A emergência da Shu'ubiya entre os acadêmicos persas ocorreu durante o governo de Almançor.
Talvez mais importante que a emergência do conhecimento acadêmico persa foi a conversão de muitos não-árabes ao Islã. Os omíadas ativamente tentaram desencorajar a conversão para continuar a coletar a jizia, o imposto pago pelos não-muçulmanos. A política inclusiva dos abássidas - e de Almançor - resultou na expansão do Islã em todo território. Em 750, por volta de 8% dos residentes no califado eram muçulmanos, o que dobraria para 15% ao final do reinado do novo califa.
Em 756, Almançor enviou 4 000 mercenários árabes para apoiar os chineses na Rebelião de An Lushuan contra An Lushan. Após a guerra, eles permaneceram na China Almançor foi chamado de "A-p'u-ch'a-fo" nos Anais da Dinastia Tang chineses.
Almançor morreu em 775 a caminho de Meca, para onde estava se dirigindo para fazer a haje. Ele foi enterrado no caminho em uma das centenas de covas que haviam sido cavadas para esconder seu corpo dos omíadas. Ele foi sucedido por seu filho Almadi.
De acordo com diversas fontes, o imame Abu Hanifa Anumane foi aprisionado por Almançor. O imame Maleque ibne Anas, o fundador de uma escola de direito, foi açoitado durante o seu reinado, mas sem a concordância do califa - na realidade, foi o seu primo, que era governador de Medina na época, que o fez. Almançor, por sua vez, puniu o primo e recompensou o imame Maleque.